# 千头艾纳香
千头艾纳香（学名：Blumea lanceolaria）为菊科艾纳香属的植物。分布于巴基斯坦、印度、斯里兰卡、缅甸、泰国、中南半岛、印度尼西亚、菲律宾、台湾岛以及中国大陆的云南、贵州、广西、广东等地，生长于海拔420米至1,500米的地区，多生长于草地、山坡、路旁、林缘或溪边。